# Fogo de Chão
Fogo de Chão (pronunciación en portugués: /ˈfo.ɡu dʒi ʃɐ̃w/) es un steakhouse o churrascaria brasileña de servicio completo, que sirve estilo rodízio en el que sus camareros ambulantes sirven carnes a la parrilla en grandes brochetas directamente en los platos de los comensales sentados.

## Historia
Los fundadores de Fogo de Chão, Arri y Jair Coser, crecieron en una granja tradicional del sur de Brasil en la Serra Gaúcha. Es aquí donde aprendieron a cocinar en la tradición del asado de churrasco. Los hermanos fundadores se mudaron a Río de Janeiro y luego a São Paulo para formarse como empresarios, mientras desarrollaban el concepto Fogo. El nombre Fogo de Chão significa "fuego de tierra" y resume el método tradicional gaúcho de asar carnes a fuego abierto. El primer restaurante, fue construido con una estructura de madera en Porto Alegre, seguido de un segundo restaurante en São Paulo. Como le dijo Arri Coser al escritor paulista Rafael Tonon, los turistas que llegaron al restaurante paulista lo alentaron a abrir un restaurante estilo churrascaria en el extranjero.
Los Coser abrieron su primera sucursal en Estados Unidos en Addison, Texas, al norte de Dallas en 1997. Entre 1997 y 2020, el restaurante continuó su expansión a nivel mundial con 57 restaurantes en Estados Unidos, Brasil, México y Medio Oriente.
En abril de 2020, Fogo de Chão y varias otras cadenas de restaurantes nacionales solicitaron financiamiento a través del Programa de Protección de Cheques de Pago debido a la pérdida de negocios durante la pandemia de coronavirus 2019-2020. Fogo de Chão recibió $ 20 millones. Fogo de Chão fue criticado por utilizar un vacío legal en el programa que le permitió calificar para una ayuda monetaria destinada a ayudar a las pequeñas empresas. El director ejecutivo de Fogo de Chão, Barry McGowan, fue objeto de escrutinio público cuando, en una entrevista con el Wall Street Journal, dijo: "La escala de nuestro negocio no importa. Todos nuestros restaurantes cuentan".

## Propiedad
La firma brasileña de capital privado, GP Investments, realizó su inversión inicial en Fogo de Chão en 2006 y vendió sus acciones a la firma estadounidense de capital privado Thomas H. Lee Partners en 2012. El 20 de abril de 2015, la empresa solicitó una oferta pública inicial en el NASDAQ. Allí cotizó bajo el símbolo FOGO hasta el 5 de abril de 2018, cuando fue adquirida por Rhône Capital.

## Otras actividades
En abril de 2019, la empresa de tecnología agrícola con sede en Boerne, Texas, HerdX anunció que se asociaría con Fogo de Chão para utilizar la tecnología blockchain y el etiquetado digital para rastrear la procedencia de la carne que Fogo de Chão sirve en sus restaurantes.
Durante la crisis de Covid-19, los restaurantes Fogo de Chão en Troy, San Francisco, y en otras ciudades, trabajaron con la organización sin fines de lucro No Kid Hungry para donar comidas a familias necesitadas, hospitales y otras instituciones.